# Station F

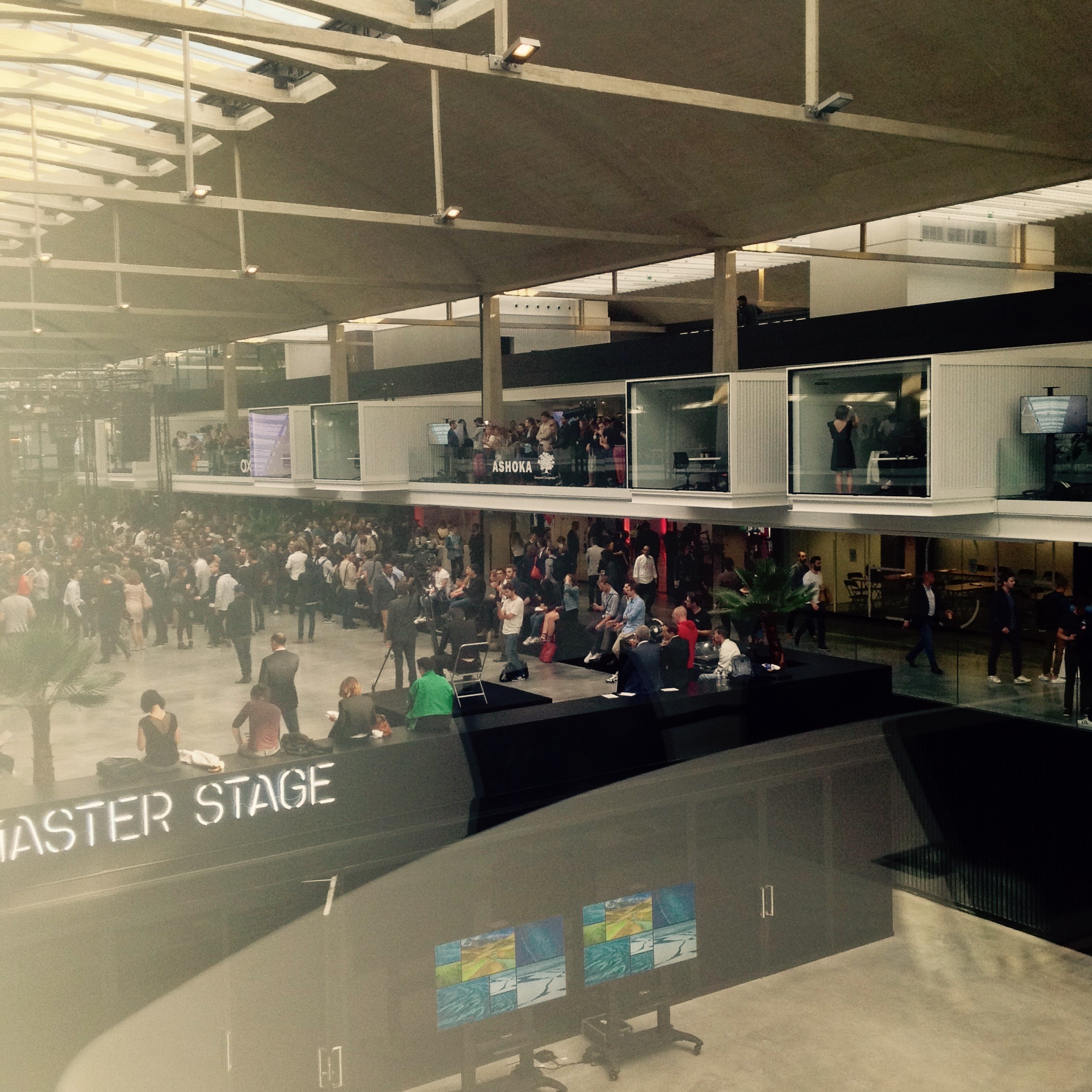
Station F

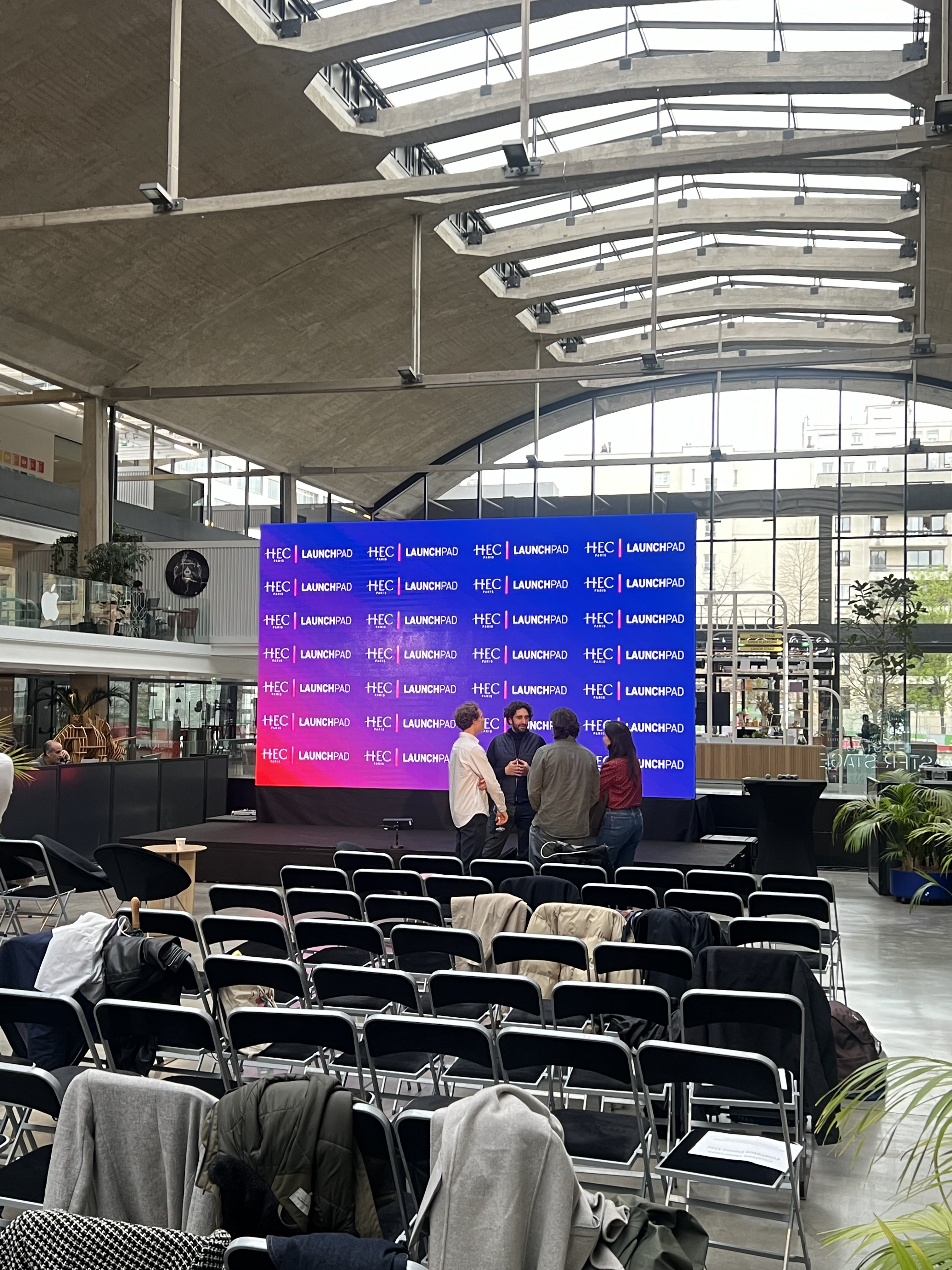
HEC Paris Startup Launchpad Demo Day 2024

Station F ist ein Campus von Startups, der am 29. Juni 2017 eröffnet wurde, sich über 34.000 Quadratmeter erstreckt und sich in der Halle Freyssinet in Paris befindet. Es wurde von Xavier Niel erstellt und wird von Roxanne Varza geleitet. Es ist der größte Startup-Campus der Welt.

## Campus
Der Campus beherbergt einen Startup-Bereich mit mehr als 3000 Arbeitsplätzen, einen Markt, 26 internationale Unterstützungs- und Beschleunigungsprogramme, Veranstaltungsräume und verschiedene Restaurants. Das Gebäude verfügt über Tagungsräume, ein Restaurant, drei Bars und ein Auditorium mit 370 Sitzplätzen. Im Inkubator werden auch Dienstleistungen angeboten, die für die Funktion von Startups wesentlich sind: Investmentfonds, ein FabLab, 3D-Drucker und öffentliche Dienstleistungen.
HEC Paris Incubateur befindet sich auf dem Campus Station F.